# Coronado (film)
Coronado – amerykańsko-niemiecki film przygodowy z 2003 w reżyserii Claudio Fäh. Film zrealizowano w Meksyku.

## Opis fabuły
Claire Winslow dowiaduje się, że jej narzeczony zapomniał zabrać część dokumentów wyjeżdżając do Szwajcarii. Kiedy próbuje go odnaleźć okazuje się, że nigdy tam nie był. Trop prowadzi za to do jednego z państw w Ameryce Środkowej, w którym trwa konflikt zbrojny. Zdesperowana Claire udaje się do dżungli próbując go odnaleźć. Zostaje jednak schwytana przez rebeliantów, dla których jej narzeczony jest już dobrze znany.

## Obsada
- Kristin Dattilo jako Claire Winslow
- Clayton Rohner jako Arnet McClure
- Michael Lowry jako Will Gallagher
- John Rhys-Davies jako prezydent Hugo Luis Ramos
- Daniel Zacapa jako Sancho
- Gary Carlos Cervantes jako Jose
- David Earl Waterman jako Renny
- Byron Quiros jako General Rafael
- David Purdham jako ambasador Hurrie